# Коржин
Коржи́н (каз. Қоржын) — село у складі Каратобинського району Західноказахстанської області Казахстану. Адміністративний центр Аккозинського сільського округу.
Населення — 605 осіб (2021; 737 у 2009, 1086 у 1999, 1176 у 1989).